# Бримголл-Ніжоні (Нью-Мексико)
Бримголл-Ніжоні (англ. Brimhall Nizhoni) — переписна місцевість (CDP) в США, в окрузі Маккінлі штату Нью-Мексико. Населення — 286 осіб (2020).

## Географія
Бримголл-Ніжоні розташований за координатами 35°47′31″ пн. ш. 108°37′47″ зх. д. / 35.79194° пн. ш. 108.62972° зх. д. (35.791866, -108.629743).  За даними Бюро перепису населення США в 2010 році переписна місцевість мала площу 42,24 км², з яких 42,24 км² — суходіл та 0,00 км² — водойми.

## Демографія
Згідно з переписом 2010 року, у переписній місцевості мешкало 199 осіб у 59 домогосподарствах у складі 41 родини. Густота населення становила 5 осіб/км².  Було 84 помешкання (2/км²).
Расовий склад населення:
| - 99,5 % — корінних американців |

До двох чи більше рас належало 0,5 %. Частка іспаномовних становила 2,5 % від усіх жителів.
За віковим діапазоном населення розподілялося таким чином: 24,6 % — особи молодші 18 років, 63,8 % — особи у віці 18—64 років, 11,6 % — особи у віці 65 років та старші. Медіана віку мешканця становила 37,5 року. На 100 осіб жіночої статі у переписній місцевості припадало 91,3 чоловіків;  на 100 жінок у віці від 18 років та старших — 80,7 чоловіків також старших 18 років.
Середній дохід на одне домашнє господарство  становив 53 126 доларів США (медіана — 39 063), а середній дохід на одну сім'ю — 59 704 долари (медіана — 52 188). Медіана доходів становила 22 250 доларів для чоловіків та 41 875 доларів для жінок. За межею бідності перебувало 32,1 % осіб, у тому числі 27,9 % дітей у віці до 18 років та 44,1 % осіб у віці 65 років та старших.
Цивільне працевлаштоване населення становило 115 осіб. Основні галузі зайнятості: освіта, охорона здоров'я та соціальна допомога — 37,4 %, публічна адміністрація — 22,6 %, роздрібна торгівля — 15,7 %, будівництво — 13,0 %.